# Kopani, Bilovodsk
Kopani (în ucraineană Копані) este un sat în comuna Ievsuh din raionul Bilovodsk, regiunea Luhansk, Ucraina.

## Demografie
Componența lingvistică a localității Kopani
     Ucraineană (96,99%)
     Rusă (3,01%)
Conform recensământului din 2001, majoritatea populației localității Kopani era vorbitoare de ucraineană (96,99%), existând în minoritate și vorbitori de rusă (3,01%).